# Tomahawkul de os
Tomahawkul de os (în engleză Bone Tomahawk)  este un film Western de groază din 2015 scris și regizat de S. Craig Zahler, cu Kurt Russell, Patrick Wilson, Matthew Fox, Richard Jenkins, Lili Simmons, Evan Jonigkeit, David Arquette și Sid Haig în rolurile principale.

## Distribuție
- Kurt Russell - Șerif Franklin Hunt
- Patrick Wilson - Arthur O'Dwyer
- Matthew Fox - Brooder
- Richard Jenkins - ajutor de șerif Chicory
- Lili Simmons - Samantha O'Dwyer
- Evan Jonigkeit - ajutor de șerif Nick
- David Arquette - Purvis
- Sid Haig - Buddy
- Geno Segers - Boar Tusks
- Fred Melamed - Clarence
- Kathryn Morris - Lorna Hunt
- Sean Young - Mrs. Porter
- Eddie Spears - Serrated Tomahawk
- James Tolkan - Pianist
- Raw Leiba - Wolf Skull
- Michael Paré - Mr. Wallington
- Jamison Newlander - Mayor
- Zahn McClarnon - Tall Trees
- Jay Tavare - Sharp Teeth Trog